# Abdera
Pour l’article homonyme, voir Abdera pour la cité antique.
Genre
Les Abdera forment un genre d'insectes coléoptères de la famille des Melandryidae.

## Systématique
Le genre Abdera a été décrit par le zoologiste britannique James Francis Stephens en 1832.

## Taxinomie
Liste des espèces selon (fr + en) EOL : Abdera
- Abdera affinis (Paykull, 1799)
- Abdera bicinctus (Horn, 1888)
- Abdera bifasciata (Marsham, 1802);  synonyme : Abdera bifasciata Mulsant, 1856
- Abdera firma Hatch, 1965
- Abdera flexuosa (Paykull, 1799)
- Abdera quadrifasciata (Curtis, 1829)
- Abdera similis (Nikitsky, 1984)
- Abdera triguttata (Gyllenhal, 1810)
- Abdera trisignata Champion, 1916

## Synonymie
- Abdera undata Perris, 1852
- Dircaea griseoguttata Fairmaire, 1849
- Elater flexuosa Olivier, 1790
- Hypulus biflexuosa Curtis, 1829
- Mordella bifasciata Marsham, 1802